# Жуков, Владимир Валентинович
Влади́мир Валенти́нович Жу́ков (род. 17 января 1957, Кинешма Ивановской области) — бывший глава города Ангарск (2012—2014).

## Биография
Родился в семье рабочих. Родители — коренные жители Поволжья.
Пятнадцатилетним юношей Владимир Жуков приехал в Ангарск, с которым связал всю дальнейшую судьбу. Здесь он отучился в ГПТУ-34, параллельно учился в школе рабочей молодёжи, активно занимался спортом.
После окончания училища в 1974 году начал трудовую деятельность на Ангарском электролизно-химическом комбинате. Прошёл все ступени профессионального роста: от токаря до инженера. Высшее образование получал без отрыва от производства, и в 1987 году ему был вручён диплом Иркутского политехнического института по специальности инженер-механик. На комбинате Владимир Жуков проработал более двадцати лет и за это время приобрёл неоценимый производственный опыт, проявляя при этом настоящие лидерские качества.
В 2001 году организовал геологоразведочное предприятие ООО «Сибирский простор», которое успешно работает и по сей день.
Тогда же, в начале 2000-ных годов, Владимир Жуков проявил себя как антикризисный управляющий: вывел из состояния банкротства два муниципальных предприятия — МУП по оказанию ритуальных услуг и Комбинат школьного питания. За короткий период были погашены многомиллионные долги обоих предприятий, а комбинат школьного питания обеспечивал продукцией 15 школ города, не прерывая деятельность ни на один день. Через полтора года предприятие стало стабильно работающим и является таковым и сегодня. По итогам работы под руководством Жукова обоим предприятиям были присвоены звания лучших в Иркутской области в сфере бытового обслуживания и общественного питания.
С 2009 года по октябрь 2010 Владимир Жуков работает в должности исполнительного директора научно-производственного предприятия «ОКБА».

## Политическая карьера
В 2005—2007 годах Владимир Жуков — депутат Думы Ангарска (первого созыва), заместитель председателя по бюджетной, финансовой, налоговой политике, член комиссии по муниципальному имуществу, планированию и инвестициям.
В 2007 году Владимир Жуков избирается депутатом Думы города Ангарска (второго созыва) и возглавляет её в должности председателя. При деятельном участии В. В. Жукова проведена работа по созданию Контрольно-счетной палаты как органа местного самоуправления и выявлены серьёзные факты по неэффективному использованию бюджетных средств.
В октябре 2010 года Владимир Жуков одерживает победу на выборах в депутаты Думы АМО, и на первой же сессии депутаты избирают его мэром Ангарского муниципального образования. На муниципальных выборах, прошедших 14 октября 2012 году, был избран главой города Ангарск.
В 2013 году вошёл в Генеральный рейтинг лучших мэров российских городов, который составила общественная общероссийская организация «Российский союз инженеров» по итогам работы 2009—2012 годы, занял в этом рейтинге 86-е место.
Находился в конфликте с прокурором города, выходил к зданию прокуратуры с одиночным пикетом «Прокурора — в отставку».
В марте 2014 года Владимир Жуков стал фигурантом уголовного дела, открытого по факту растраты бюджетных средств. В настоящее время дело расследуется СКР РФ по Иркутской области. С 30 апреля 2014 года Владимир Жуков объявлен в федеральный, а с 1 июня 2014 года — в международный розыск.
6 июня 2014 года Владимир Жуков задержан в городе Волковыске (Республика Белоруссия) и решением суда арестован. В декабре 2014 года решением Ангарского городского суда временно отстранён от должности главы города. В. В. Жуков обвиняется в совершении преступления, предусмотренного частью 4 статью 160 УК РФ (присвоение или растрата, с использованием своего служебного положения, в особо крупном размере).
27 октября 2015 года В. В. Жуков осуждён Ангарским городским судом на 4 года условно с испытательным сроком 4 года. Он так же лишён на два года права занимать выборные, муниципальные и государственные должности

## Личная жизнь
У Владимира Жукова трое взрослых сыновей и пятеро внуков.
Увлечения — активный отдых (туризм, рыбалка).